# Cryptosporidium parvum
Cryptosporidium parvum ist ein ovaler Dünndarm-Parasit der Gattung Kryptosporidien, der die sogenannte Kryptosporidiose verursacht. Die Kryptosporidiose ist eine Zoonose, die vor allem durch Säugetiere übertragen wird. Bei immunkompetenten Personen verläuft die Infektion symptomlos oder als selbstlimitierende (= von selbst wieder aufhörende) Durchfallerkrankung. Dagegen können Säuglinge oder immunkranke Personen lebensbedrohliche Durchfälle durchleiden. Die Übertragung erfolgt fäkal-oral oder über kontaminierte Nahrungsmittel/Trinkwasser. 
Im September und Oktober 2022 gab es in Schweden einen Ausbruch mit 101 Krankheitsfällen, verursacht durch Salat. In England erkrankten 2021 drei Menschen durch C. parvum, nachdem sie pasteurisierte Milch aus einem Verkaufsautomaten konsumiert hatten.
Für den direkten oder indirekten Nachweis von humanpathogenen Kryptosporidien besteht eine namentliche Meldepflicht nach § 7 Abs. 1 Nr. 11 Infektionsschutzgesetz (IfSG).

## Genom, Organellen
Das Genom von C. parvum (sequenziert im Jahr 2004) ist mit 9,1 Mbp (Mega-Basenpaaren) relativ klein und einfach organisiert. Es besteht aus acht Chromosomen mit einer Größe von 1,04 bis 1,5 Mbp.
Das Genom ist sehr kompakt und gehört zu den wenigen Organismen ohne Transposons. Im Gegensatz zu anderen Apicomplexa hat C. parvum keine Gene in seinen Plastiden oder Mitochondrien.